# Pasar Gambir
Pasar Gambir is een bestuurslaag in het regentschap Tebing Tinggi van de provincie Noord-Sumatra, Indonesië. Pasar Gambir telt 2966 inwoners (volkstelling 2010).